# Europawahl im Vereinigten Königreich 1989
- SOZ: 46
- RBW: 1
- EVP: 1
- ED: 32
- NI: 1

- SDLP: 1
- Labour: 45
- SNP: 1
- Cons.: 32
- UUP: 1
- DUP: 1

Die Europawahl im Vereinigten Königreich 1989 fand am 15. Juni 1989 statt. Sie war Teil der Europawahl 1989, der dritten Direktwahl des Europäischen Parlaments. Im Vereinigten Königreich wurden 81 der 518 Europaabgeordneten gewählt.

## Wahlsystem
Das Wahlsystem war identisch zur Wahl 1984. Von den 81 Mandaten wurden 78 in England, Wales und Schottland in Einerwahlkreisen nach relativen Mehrheitswahlrecht vergeben, ähnlich dem Wahlrecht zum britischen Unterhaus. Die drei für Nordirland vorgesehenen Mandate wurden in einem Wahlkreis mit Übertragbarer Einzelstimmgebung vergeben.

## Wahlergebnis
Mit 36 % lag die Wahlbeteiligung etwas über dem Wert der Wahl 1989, war jedoch erneut die niedrigste in der Europäischen Gemeinschaft.
Im Ergebnis konnte die oppositionelle Labour Zugewinne von 3,9 Prozentpunkten verzeichnen, was durch das Mehrheitswahlrecht zu 13 zusätzlichen Mandaten zu Lasten der regierenden konservativen Tories führte.
Drittstärkste Partei wurden die Grünen, die mit 14,5 % der Stimmen ein Rekordergebnis erzielten. Sie konnten jedoch keinen Wahlkreis gewinnen. Die LibDems, die aus der Allianz aus SDP und Liberalen entstanden waren, verloren 12,6 Prozentpunkte im Vergleich zur Wahl 1984. Die Schottische Nationalpartei (SNP) konnte ihr einziges Mandat verteidigten. Die drei Sitze in Nordirland gingen wie 1979 und 1984 an DUP, UUP und SDLP.

### Vereinigtes Königreich
| Partei | Partei                              | Stimmen    | Prozent | ±     | Mandate | ±   | Fraktion                |
| ------ | ----------------------------------- | ---------- | ------- | ----- | ------- | --- | ----------------------- |
|        | Labour Party                        | 6.153.661  | 38,7 %  | +3,9  | 45      | +13 | Sozialistische Fraktion |
|        | Conservative Party                  | 5.356.887  | 33,7 %  | −5,1  | 32      | −13 | Europäische Demokraten  |
|        | Green Party                         | 2.299.287  | 14,5 %  | +14,0 | –       | –   |                         |
|        | Social and Liberal Democrats        | 944.861    | 5,9 %   | −12,6 | –       | –   |                         |
|        | Scottish National Party             | 406.686    | 2,6 %   | +1,0  | 1       | ±0  | Regenbogenfraktion      |
|        | Democratic Unionist Party           | 160.110    | 1,0 %   | −0,6  | 1       | ±0  | Fraktionslos            |
|        | Social Democratic and Labour Party  | 136.335    | 0,9 %   | +0,2  | 1       | ±0  | Sozialistische Fraktion |
|        | Ulster Unionist Party               | 118.785    | 0,7 %   | +0,4  | 1       | ±0  | Europäische Volkspartei |
|        | Plaid Cymru                         | 115.062    | 0,7 %   | −0,1  | –       | –   |                         |
|        | Social Democratic Party             | 75.886     | 0,5 %   | neu   | –       | –   |                         |
|        | Sinn Féin                           | 48.914     | 0,3 %   | −0,4  | –       | –   |                         |
|        | Alliance Party of Northern Ireland  | 27.905     | 0,2 %   | ±0,0  | –       | –   |                         |
|        | Unabhängige                         | 12.724     | 0,1 %   | ±0,0  | –       | –   |                         |
|        | Independent Conservative            | 6.996      | 0,0 %   | ±0,0  | –       | –   |                         |
|        | Workers’ Party of Ireland           | 5.590      | 0,0 %   | −0,1  | –       | –   |                         |
|        | Communist Party of Britain          | 4.420      | 0,0 %   | neu   | –       | –   |                         |
|        | Official Monster Raving Loony Party | 4,263      | 0,0 %   | neu   | –       | –   |                         |
|        | Mebyon Kernow                       | 4.224      | 0,0 %   | neu   | –       | –   |                         |
|        | Labour Representation               | 3.540      | 0,0 %   | neu   | –       | –   |                         |
|        | Wessex Regionalists                 | 2.332      | 0,0 %   | ±0,0  | –       | –   |                         |
|        | International Communist             | 1.567      | 0,0 %   | neu   | –       | –   |                         |
|        | National Front                      | 1.471      | 0,0 %   | neu   | –       | –   |                         |
|        | Humanist Party                      | 1.349      | 0,0 %   | neu   | –       | –   |                         |
|        | Labour '87                          | 1.274      | 0,0 %   | neu   | –       | –   |                         |
|        | Socialist Party of Great Britain    | 919        | 0,0 %   | neu   | –       | –   |                         |
|        | Corrective Party                    | 707        | 0,0 %   | neu   | –       | –   |                         |
|        | Communist League                    | 323        | 0,0 %   | neu   | –       | –   |                         |
| Wähler | Wähler                              | 15.896.078 |         |       |         |     |                         |

#### Großbritannien
| Partei | Partei                       | Stimmen    | Prozent | ±     | Mandate | ±   | Fraktion                |
| ------ | ---------------------------- | ---------- | ------- | ----- | ------- | --- | ----------------------- |
|        | Labour Party                 | 6.153.661  | 40,1 %  | +3,6  | 45      | +13 | Sozialistische Fraktion |
|        | Conservative Party           | 5.331.098  | 34,7 %  | −6,1  | 32      | −13 | Europäische Demokraten  |
|        | Green Party                  | 2.292.718  | 14,9 %  | +14,4 | –       | –   |                         |
|        | Social and Liberal Democrats | 944.861    | 6,2 %   | −13,3 | –       | –   |                         |
|        | Scottish National Party      | 406.686    | 2,6 %   | +0,9  | 1       | ±0  | Regenbogenfraktion      |
|        | Plaid Cymru                  | 115.062    | 0,7 %   | −0,1  | –       | –   |                         |
|        | Social Democratic Party      | 75.886     | 0,5 %   | neu   | –       | –   |                         |
|        | Andere                       | 28.571     | 0,2 %   | +0,1  | –       | –   |                         |
|        | Unabhängige                  | 12.724     | 0,1 %   | ±0,0  | –       | –   |                         |
| Wähler | Wähler                       | 15.361.267 |         |       |         |     |                         |

#### Nordirland
| Partei | Partei                             | Erstpräferenzen | Anteil | ±     | Sitze | Fraktion                |
| ------ | ---------------------------------- | --------------- | ------ | ----- | ----- | ----------------------- |
|        | Democratic Unionist Party          | 160.110         | 29,9 % | −3,7  | 1     | Fraktionslos            |
|        | Social Democratic and Labour Party | 136.335         | 25,5 % | +3,4  | 1     | Sozialistische Fraktion |
|        | Ulster Unionist Party              | 118.785         | 22,2 % | +0,7  | 1     | Europäische Volkspartei |
|        | Sinn Féin                          | 48.914          | 9,1 %  | −4,2  | –     |                         |
|        | Alliance Party of Northern Ireland | 27.905          | 5,2 %  | +0,2  | –     |                         |
|        | NI Conservatives                   | 25.789          | 4,8 %  | neu   | –     |                         |
|        | Green Party in Northern Ireland 1  | 6.569           | 1,2 %  | + 0,9 | –     |                         |
|        | Workers’ Party of Ireland          | 5.590           | 1,0 %  | −0,3  | –     |                         |
|        | Labour Representation              | 3.540           | 0,7 %  | neu   | –     |                         |
|        | Labour '87                         | 1.274           | 0,2 %  | neu   | –     |                         |
| Wähler | Wähler                             | 534.811         |        |       |       |                         |